# Episodi di Clem

## Episodi

### Stagione 1 (2010-2011)
- Maman trop tôt
- Bienvenue à Valentin !
- Vive les vacances !
- C'est la rentrée !

### Stagione 2 (2012)
- La famille c'est sacrée !
- La mutation
- La guerre des familles

### Stagione 3 (2013)
- Un de plus chez les Boissier
- Maman a craqué
- Haut les cœurs !

### Stagione 4 (2014)
- N'aie pas peur petite sœur
- Allez maman, t'es la meilleure !
- Quand maman dérape
- Rendez-moi ma fille
- Ma femme, sa sœur et moi

### Stagione 5 (2015)
- Quand maman dit stop !
- Comment lui dire adieu ?
- Jamais sans mes filles !
- C'est pas gagné !
- Ça y est, je marie ma fille !

### Stagione 6 (2016)
- ¡ Hola mamá !
- Les risques du métier
- Comment ne pas douter ?
- ¡ Mátame !
- Une femme de trop

### Stagione 7 (2017)
- Dimi en danger partie 1
- Dimi en danger partie 2
- Nous nous sommes tant aimés partie 1
- Nous nous sommes tant aimés partie 2
- ¡ Hola papa ! partie 1
- ¡ Hola papa ! partie 2
- Maman où t'es ? partie 1
- Maman où t'es ? partie 2
- Ma belle-mère s'appelle Clem partie 1
- Ma belle-mère s'appelle Clem partie 2

### Stagione 8 (2018)
- Nouveau départ
- Tout pour ma fille
- Où est ton père ?
- Paso doble
- Révolution
- Question de choix
- L'art d'être papa
- Secrets de famille
- S'il suffisait qu'on s'aime
- Avec ou sans toi !

### Stagione 9 (2019)
- Du fait de ton absence
- Maman
- Mon monde s’écroule
- Je vais me battre
- Titolo sconosciuto
- Titolo sconosciuto